# Самоанская тала
Та́ла (код ISO 4217 — WST, символ — WS$) — денежная единица Самоа. 1 тала состоит из 100 сене (название «тала» и «сене» — самоанские эквиваленты слов «доллар» и «цент»). Официальная валюта королевства с 10 июля 1967 года, когда она заменила самоанский фунт (курс обмена — 1 фунт = 2 талы).
В обращении находятся монеты достоинством в 10, 20 и 50 сене, 1 и 2 талы, а также банкноты достоинством в 5, 10, 20, 50 и 100 тал.

## Монеты
В 1967 году были введены монеты достоинством 1, 2, 5, 10, 20 и 50 сене. За исключением бронзовых 1 и 2 сене, эти монеты были медно-никелевыми. Бронзово-алюминиевая монета достоинством 1 тала была введена в 1984 году.

## Банкноты
В обороте находятся банкноты номиналом 5, 10, 20, 50 и 100 тал образца 2008 года.
| Серия 2008 года | Серия 2008 года | Серия 2008 года | Серия 2008 года   | Серия 2008 года                       | Серия 2008 года                      |
| Изображение     | Номинал (тал)   | Размеры (мм)    | Основные цвета    | Описание                              | Описание                             |
| Изображение     | Номинал (тал)   | Размеры (мм)    | Основные цвета    | Лицевая сторона                       | Оборотная сторона                    |
| --------------- | --------------- | --------------- | ----------------- | ------------------------------------- | ------------------------------------ |
|                 | 5               | 139×71          | красный, розовый  | хижины и деревья на берегу залива     | резиденция писателя Р. Л. Стивенсона |
|                 | 10              | 139×71          | синий, зелёный    | команда Самоа по регби                | группа детей                         |
|                 | 20              | 139×71          | жёлтый, оранжевый | водопад Сопоага на острове Уполу      | Зубчатоклювый голубь                 |
|                 | 50              | 139×71          | фиолетовый, синий | здание Правительства Самоа            | здание Центрального Банка Самоа      |
|                 | 100             | 139×71          | зелёный, жёлтый   | портрет Малиетоа Танумафили II Сусуга | церковь                              |